# 李正錫
李 正錫（イ・ジョンソク、男性：1982年7月6日 - ）は、大韓民国出身のバスケットボール選手。ソウル三星サンダース所属。
韓国代表に選出され、2009年アジア選手権で初出場。チームで最多となる1ゲーム平均3アシストを決めるが、チームは25回で初めて準決勝を逃し7位に終わる。